# 에드 드버릭스
에드 드버릭스(Ed Devereaux, 1925년 8월 27일 ~ 2003년 12월 17일)는 오스트레일리아의 배우, 영화 감독, 텔레비전 배우이다.
시드니에서 태어났으며 햄프스티드에서 사망하였다. 사인은 암이다.

## 영화
- 뱀파이어 모터싸이클 (1990년)
- 황금의 눈 (1989년)
- 3인의 무법자 (1985년)
- 기회의 땅 (1966년) - 조 케네디 역
- 리브 잇 업! (1964년) - 허버트 마틴 역
- 유람선에서 생긴 일 (1962년)
- 야생의 순수 (1960년)